# ناکومستینگا

ناکومستینگا شهری در شهرستان گاونگو در استان بازگا در بورکینافاسوی مرکزی است و جمعیت آن ۴۸۷ نفر است.